# Spółgłoska dwuwargowa uderzeniowa
Spółgłoska dwuwargowa uderzeniowa – rodzaj dźwięku mowy, spotykany w niektórych językach. W Międzynarodowym alfabecie fonetycznym jest oznaczana symbolem [ⱱ̟].

## Artykulacja
- powietrze jest wydychane z płuc – jest to spółgłoska płucna egresywna
- wejście do jamy nosowej jest zablokowane przez podniebienie miękkie i języczek – jest to spółgłoska ustna.
- powietrze przepływa nad środkową częścią języka – jest to spółgłoska środkowa
- dolna warga kontaktuje się z górną wargą – jest to spółgłoska wargowa
- kontakt artykulatorów jest bardzo krótki – jest to spółgłoska uderzeniowa
- więzadła głosowe drgają – jest to spółgłoska dźwięczna

## Przykłady
| Język  | Słowo   | IPA     | Znaczenie    |       |
| ------ | ------- | ------- | ------------ | ----- |
| mono   | vwa     | [ⱱ̟a]    | wysyłać      | [ 1 ] |
| mambai | �ɓàvbâw | [ɓàⱱ̟âw] | gatunek ryby | [ 2 ] |